# Pirenópolis (kommun)
Pirenópolis är en kommun i Brasilien.   Den ligger i delstaten Goiás, i den centrala delen av landet, 120 km väster om huvudstaden Brasília. Antalet invånare är 23 065.
Följande samhällen finns i Pirenópolis:
- Pirenópolis

Omgivningarna runt Pirenópolis är huvudsakligen savann. Runt Pirenópolis är det glesbefolkat, med 9 invånare per kvadratkilometer.